# Ficus guntheri
Ficus guntheri är en mullbärsväxtart som beskrevs av J.H. Torres-romero. Ficus guntheri ingår i släktet fikonsläktet, och familjen mullbärsväxter. Inga underarter finns listade i Catalogue of Life.